# Jasminum sambac
Pour les articles homonymes, voir Jasmin.
Espèce

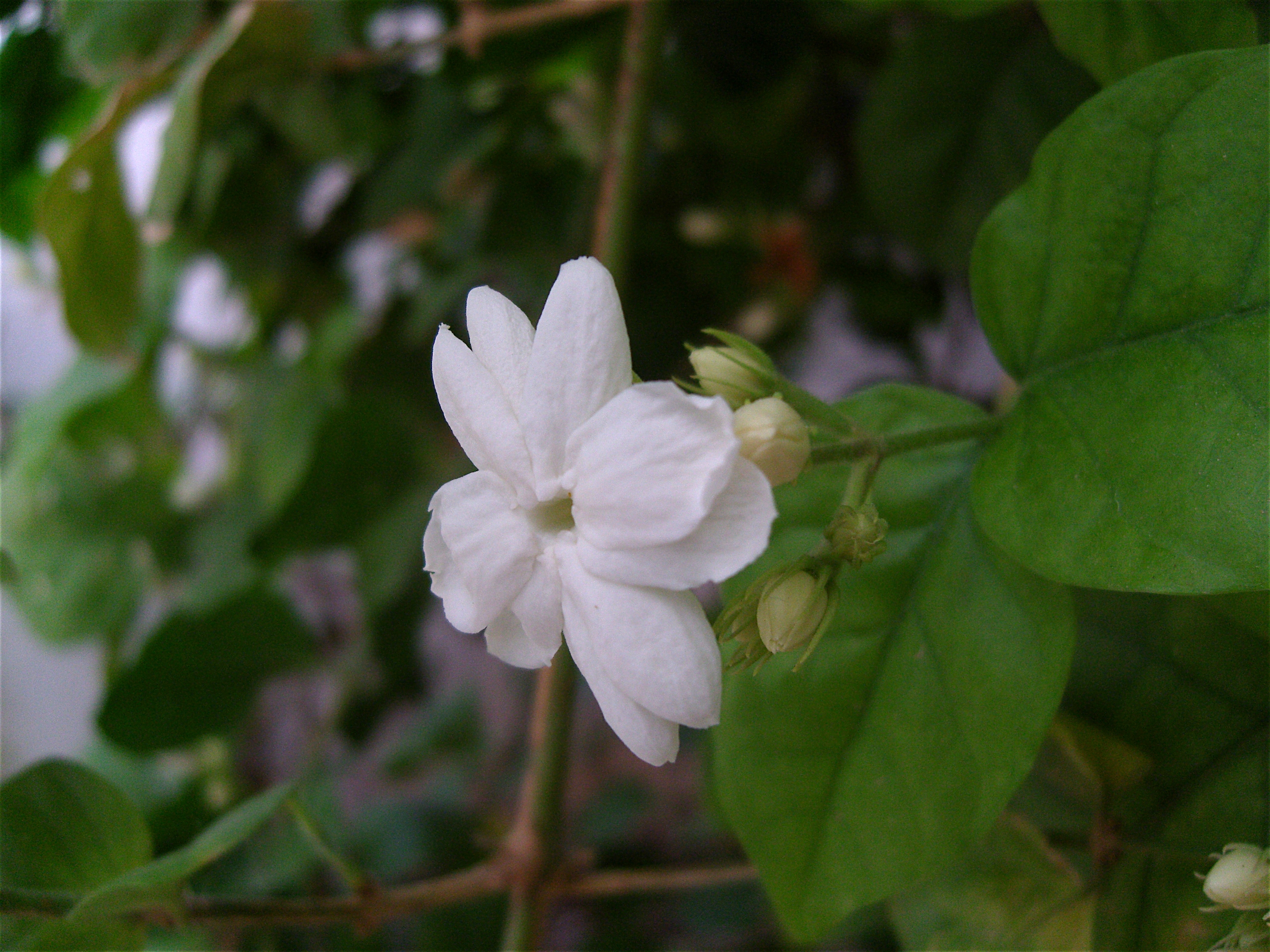
Jasmin sambac "fel" (Tunisie).

Jasminum sambac ou jasmin d'Arabie ou jasmin sambac est une espèce de plantes à fleurs de la famille des Oleaceae. C'est un arbuste originaire des régions himalayennes d'Inde (États de l'Uttarakhand et d'Himachal Pradesh). Il est largement cultivé dans les régions chaudes du monde pour ses fleurs très parfumées qui peuvent servir dans les cérémonies religieuses ou à parfumer le thé.

## Histoire
Linné décrit dans Species plantarum (1753) un jasminum arabicum venant d'Inde, sous le nom de Nyctanthes sambac. L'espèce fut transférée dans le genre Jasminum en 1789 par William Aiton (Hortus Kewensis, 1:8, 1789).
Le terme de sambac est un emprunt phonétique du sanskrit campaka (चम्पक, prononcé tʃaɱpaka) « fleur du Magnolia champaca » qui sert à former des vocables dans diverses langues de l'Inde, désignant des plantes au parfum entêtant comme Magnolia champaca, divers Plumeria ou l' Ylang-Ylang.

## Description
Jasminum sambac est un arbuste sarmenteux de 1 à 3 m de haut. Sa croissance rapide lui permet de former des haies épaisses. Son feuillage est persistant.

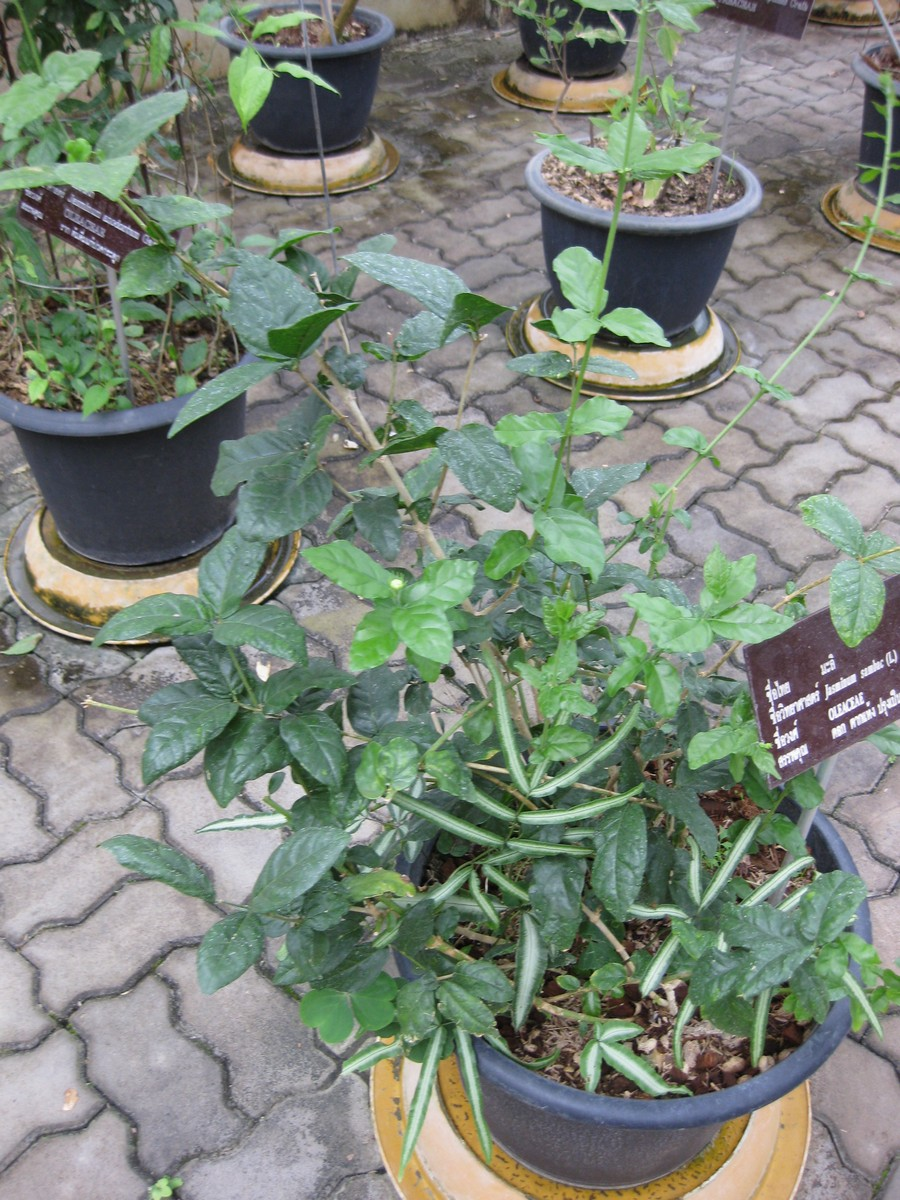
Jasmin d'Arabie ou Jasmin sambac en pot, au Jardin botanique de la reine Sirikit, en Thaïlande.

Les feuilles simples sont opposées (parfois verticillées par trois). Chaque feuille est entière, elliptique à sub-orbiculaire et de taille très variable, jusqu'à 9 × 6 cm, glabre et brillante sur sa face supérieure.
Les fleurs blanches et parfumées sont groupées par 3 à 12, en cymes terminales. Chaque fleur est formée d'un calice cupulaire avec 5 à 9 dents, pubescent et d'une corolle blanche, simple ou double, composée d'un tube de 1 cm de long terminé par 5 à 9 lobes oblongs (orbiculaire en culture).
À La Réunion et aux Antilles, la floraison s'étale plus ou moins sur toute l'année et particulièrement en saison humide.
Le fruit est une baie, globuleuse, noire à maturité, de 6 mm de diamètre, entourée des dents du calice.

## Écologie
Jasminum sambac est originaire d'Inde,, probablement des vallées himalayennes. Aujourd'hui, il est très répandu dans son pays d'origine excepté une partie du nord est de l'Inde et de l'État du Jammu et Cachemire.
C'est une plante très largement cultivée ailleurs dans le monde tropical et subtropical (Chine, Pakistan, Inde, Myanmar, Philippines, Indonésie, Iran, Turquie etc.). Elle aurait été introduite en Égypte dès l'antiquité puis se serait répandue dans les régions chaudes du bassin méditerranéen.

## Culture
Bien qu'une plante tropicale, le jasmin sambac peut être cultivé en extérieur dans le sud de la France. Peu rustique, il gèle en dessous de −5 °C.
Sinon, il doit être cultivé en bac en véranda et sorti à partir de mai.
Il apprécie une situation ensoleillée ou à demi-ombragée.
De nombreux cultivars de J. sambac ont été sélectionnés :
- 'Pucelle d'Orléans' (maid of Orleans), ce cultivar très populaire a des  fleurs simples, blanches avec de gros pétales ovales, extrêmement parfumées
- 'Belle de l'Inde', originaire d'Inde, ce cultivar possède des fleurs mi-double, blanches avec des pétales simples ou doubles de forme allongé, utilisées pour les cérémonies religieuses et le thé
- 'Mysore Mulli', cultivar très vigoureux ressemblant à la 'Belle de l'Inde' avec des pétales plus courts, des feuilles claires, à la floraison abondante
- 'Grand-duc de Toscane', originaire d'Iran, ce cultivar à croissance lente, produit des fleurs multipétales, blanches, en forme de rose, moins parfumées que les autres variétés.

## Utilisations
- Ornementale, rituelle

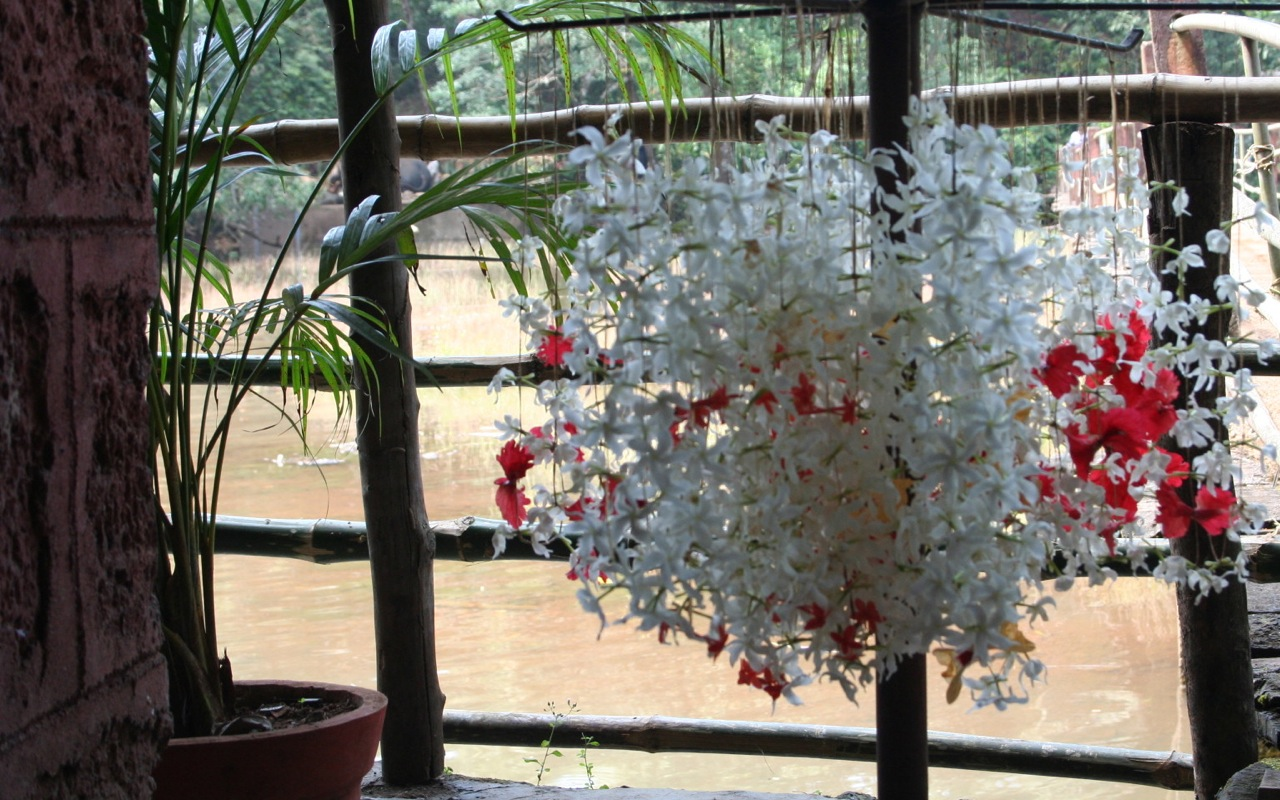
Guirlandes de fleurs de jasmin (Goa, Inde)

Hormis ses usages ornementaux, le jasmin sambac a de multiples usages rituels traditionnels.
En Asie, la culture du jasmin vise surtout à produire des fleurs pour les cérémonies religieuses. En Inde, le jasmin sambac est le jasmin le plus cultivé mais le Jasminum auriculatum est le plus important. Ses fleurs sont enfilées pour former des guirlandes très parfumées (appelés mâlâs en Inde), où elles sont associées parfois avec des fleurs de chrysanthèmes pompons jaunes et de roses.  Ces guirlandes, vendues au mètre aux bords des rues, sont déposées en offrandes dans les temples pour honorer les divinités hindoues. La variété 'Pucelle d'Orléans' du jasmin sambac est symbole de pureté, humilité et force. La 'Belle de l'Inde', à fleurs doubles, est une fleur sacrée pour Vishnou. Et 'Grand-duc de Toscane' est une autre variété qui fut introduite en Europe par le duc de Toscane en 1691.
Les femmes élégantes et les filles aiment se parer la chevelure de guirlandes de fleurs de jasmin, appelés gajra.

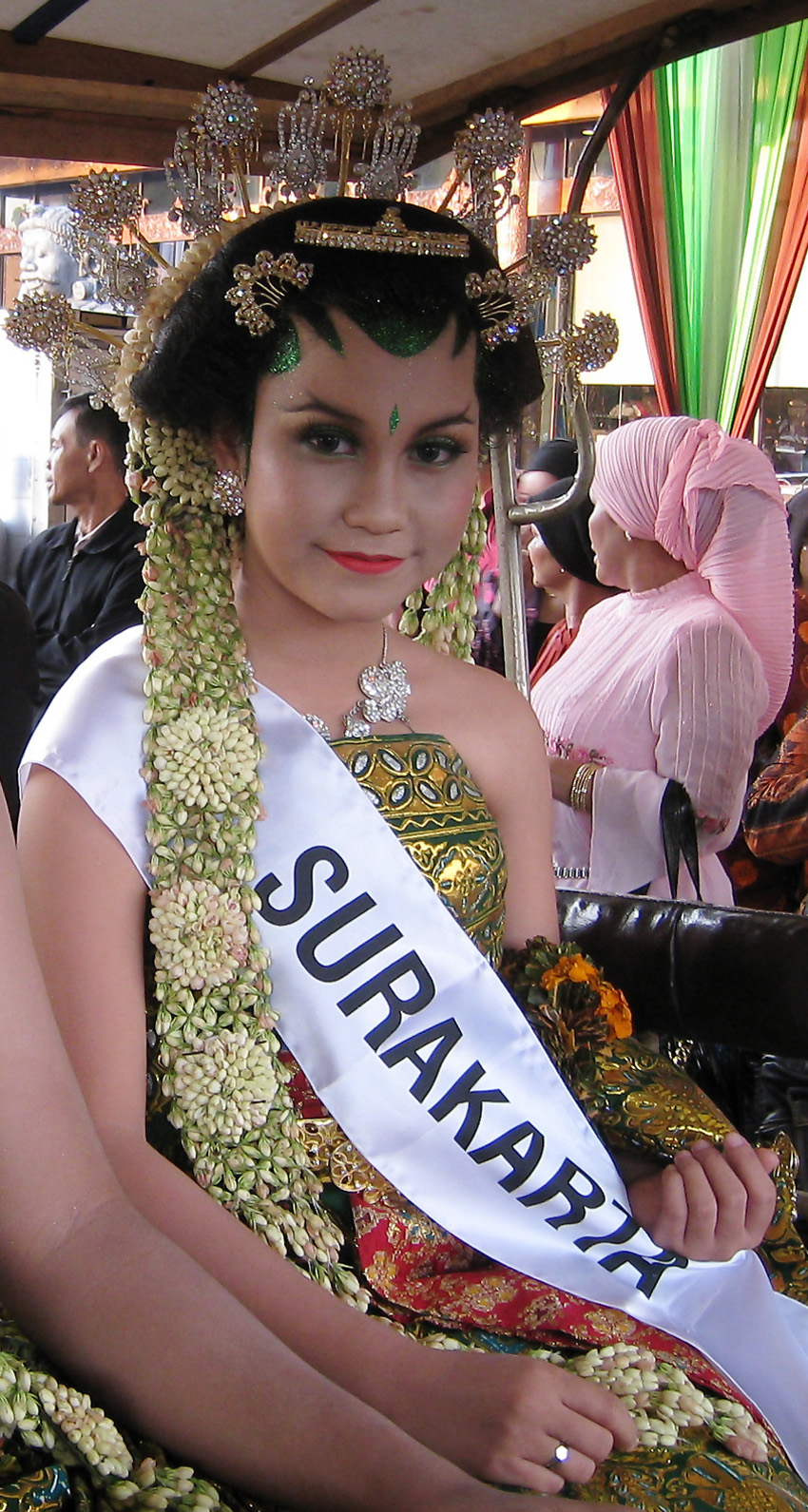
Mariée de l'île de Java avec des guirlandes de fleurs de jasmin

Aux Philippines, le jasmin sambac, appelé sampaguita, est symbole d'honneur et de dignité. Les fleurs fraîches servent à faire des guirlandes pour honorer les invités ou bien sont placées sur les statues religieuses, les autels ou les photographies d'anciens disparus.
En Indonésie, le jasmin sambac, nommé melati putih, est une fleur sacrée symbolisant la pureté, la grâce, la simplicité et la sincérité. Traditionnellement, la mariée Javanaise porte une couronne de fleurs de jasmin avec une tresse de fleurs descendant sur le côté.
Le jasmin sambac est la fleur nationale de l'Indonésie et des Philippines.
- Alimentaire : le thé au jasmin  (mòlìhuā chá 茉莉花茶)

En Chine, la fleur de jasmin molihua 茉莉花 sert à parfumer le thé vert. Le jasmin molihua est principalement cultivé pour ses fleurs dans la province du Guangxi (la production du district de Hengxian représente 80 % de la production nationale de molihua), du Guangdong et du Fujian.
La première occurrence du terme molihua, pourrait être dans un texte du début du IVe siècle, le Nanfang cao mu zhuang 南方草木状 « Description des plantes méridionales » de Ji Han 嵇含 (+306). Celui-ci était un haut fonctionnaire répertoriant les produits des régions méridionales envoyés à la capitale du nord Xiangyang. Il décrit deux jasmins aux fleurs blanches très parfumées venant d'une région à l'ouest de Canton, occupées par une population Hu (胡人) non sinisée. Un de ces jasmins s'appelait molihua 末莉花, l'autre yeximing 耶悉茗. Apparemment, yeximing est un emprunt phonétique au pehlevi (moyen-perse) yasmin « jasmin » et correspond au Jasminum officinale aux feuilles composées. Et le molihua serait un emprunt au sanskrit mallikā, désignant un arbuste au feuillage persistant dont les fleurs sont blanches et les feuilles simples, soit le Jasminum sambac, actuellement nommé d'une manière non ambiguë shuangban moli 双瓣茉莉.
En Chine, une chanson folklorique, écrite sous l'empereur Qianlong (1711-1799), célèbre le parfum du jasmin molihua.
- Médicinale, aromathérapique

Les fleurs s'épanouissent la nuit et sont cueillies au petit matin pour l'extraction de l'huile essentielle.
En Chine, les racines de jasmin sambac sont utilisées comme sédatif.  Les fleurs sont traditionnellement prescrites pour le traitement des diarrhées, les douleurs abdominales, les conjonctivites et les dermatites. Les feuilles et les racines sont prescrites pour la diarrhée, la fièvre et comme analgésique.
Au Cambodge, Laos et Vietnam, on utilise traditionnellement le jus exprimé des feuilles pour traiter l'inflammation des yeux.
En Inde, le jasmin est traditionnellement utilisé comme analgésique, anti-inflammatoire, antiseptique, sédatif et aphrodisiaque. 

## Composition chimique
L'absolu obtenu des fleurs de jasmin sambac, utilisée dans le thé au jasmin chinois, contient du linalol (développant une note florale), du méthyle anthranilate, du 4-hexanolide (note de douceur), 4-nonanolide (douceur), (E)-2-hexenyl hexanoate (verte), and 4-hydroxy-2,5-dimethyl-3(2H)-furanone (doux)
.